# Стергиу, Леонидас
Леони́дас Сте́ргиу (нем. Leonidas Stergiou, греч. Λεωνίδας Στεργίου, серб. Леонидас Стергију; родился 3 марта 2002, Ваттвиль) — швейцарский футболист, защитник клуба «Штутгарт» и сборной Швейцарии. Участник чемпионата Европы 2024.

## Клубная карьера
Воспитанник футбольной академии «Санкт-Галлена». 6 февраля 2019 года Леонидас дебютировал в основном составе клуба в матче швейцарской Суперлиги против «Цюриха». 1 июля 2020 года забил свой первый гол за «Санкт-Галлен» в матче против «Ксамакса».
22 августа 2023 года перешёл в «Штутгарт» в аренду с правом выкупа.

## Карьера в сборной
Выступал за сборные Швейцарии до 15, до 16, до 17, до 19 лет и до 21 года.
12 июня 2022 года дебютировал за главную сборную Швейцарии в матче против сборной Португалии.

## Личная жизнь
Леонидас родился в Швейцарии в семье грека и сербки.

## Достижения
«Штутгарт»
- Обладатель Кубка Германии: 2024/25